# (2450) Ioannisiani
(2450) Ioannisiani es un asteroide perteneciente al cinturón de asteroides, descubierto el 1 de septiembre de 1978 por Nikolái Stepánovich Chernyj desde el Observatorio Astrofísico de Crimea (República de Crimea).

## Designación y nombre
Designado provisionalmente como 1978 RP. Fue nombrado Ioannisiani en honor al ingeniero soviético-armenio Bagrat Konstantínovich Ioannisiani.